# Lapidarium w Lwówku Śląskim
Lapidarium mineralogiczne w Lwówku Śląskim – skład głazów, kamieni i minerałów zebranych z terenów powiatu lwóweckiego, ukazujący bogactwo tutejszych złóż mineralnych. 

## Historia
Lapidarium mineralogiczne zostało założone podczas reorganizacji plant miejskich w latach 1840-1860. Znajdują się tu różne rodzaje kamieni, m.in. słupy bazaltowe. Jak wynika z inskrypcji na jednym z głazów, inicjatorem stworzenia tego obiektu na plantach był Rudolph Riedel – rajca, ogrodnik i przedsiębiorca z Lwówka Śląskiego.

## Lokalizacja
Lapidarium mineralogiczne znajduje się na Plantach w Lwówku Śląskim, pomiędzy Pomnikiem Ofiar I Wojny Światowej i Fontanną z Czaplą.